# Лука (Полтавская область)
Лука́ (укр. Лука) — село, Лохвицкая городская община, Миргородский район, Полтавская область, Украина.
Код КОАТУУ — 5322684401. Население по переписи 2001 года составляло 1480 человек.

## Географическое положение
Село Лука находится на левом берегу реки Сула, выше по течению на расстоянии в 2 км расположено село Ручки,
ниже по течению на расстоянии в 1,5 км расположено село Гирявые Исковцы, на противоположном берегу — село Степуки. Река в этом месте извилистая, образует лиманы, старицы и заболоченные озёра. По селу протекает пересыхающий ручей с запрудой. Рядом проходят автомобильная дорога Р-60 и железная дорога, станция Юсковцы в 2-х км.

## Экономика
- Молочно-товарная ферма.

## Объекты социальной сферы
- Школа.